# Dvojdům Na Míčánce
Dvojdům Na Míčánce je rodinný dvojdům v Praze 6-Dejvicích. Od 29. května 2006 je chráněn jako nemovitá kulturní památka České republiky.

## Historie
Puristický rodinný dvojdům postavený v letech 1928–1929 navrhl architekt Karel Štipl pro svoji rodinu a rodinu své manželky Heleny, dcery malíře Jana Beneše. (prof. Karel Štipl č.p. 1038, prof. Jan Beneš č.p. 1039).

## Popis
Jednopatrový samostatně stojící dvojdům má půdní patro. Symetricky řešenou fasádu z režných cihel člení při ulici dvě převýšené předstupující schodišťové věže. Při zahradě je fasáda šestiosá s předstupující krytou terasou, nesoucí balkon v patře. V krajních polích terasy vedou schodiště do zahrady.
Při vstupu do domu i v domě jsou položeny mozaikové dekorativní dlažby. Dochovaly se dveřní i okenní prvky s kováním, zábradlí, zasouvací skleněné dveře v obytných prostorách, topeniště v kuchyni nebo vnější keramická svítidla.
Zahradu ohraničuje původní oplocení s cihelnými pilířky.